# Rambin
Rambin település Németországban, Mecklenburg-Elő-Pomeránia tartományban. Lakosainak száma 942 fő (2023. december 31.).

## Népesség
A település népességének változása:
| Lakosok száma | 929  | 929  | 950  | 949  | 942  |
|               | 2017 | 2019 | 2021 | 2022 | 2023 |